# لويس مارك
لويس مارك (بالفرنسية: Louis Marc)‏ هو لاعب كرة الماء فرنسي، (ولد في Aubers ‏ في فرنسا 1880 – 1946 م).

## وصلات خارجية
- لويس مارك على موقع اللجنة الأولمبية الدولية (الإنجليزية)
- لويس مارك على موقع أوليمبيديا (الإنجليزية)